# Campionati mondiali giovanili di sollevamento pesi 2023
I Campionati mondiali giovanili di sollevamento pesi 2023 sono stati l'11ª edizione maschile e femminile della manifestazione e si sono svolti a Durazzo, in Albania, dal 25 marzo al 1º aprile 2023 al Pallati i Sportit Ramazan Njala.

## Titoli in palio
Per il quarto anno si assegnano 20 titoli mondiali, 10 maschili e 10 femminili. Rispetto ai senior e agli juniores variano i limiti di peso per categoria.
Categorie maschili
| Categoria            | Eventi         | Atleti |
| -------------------- | -------------- | ------ |
| Pesi mosca           | Fino a 49 kg   | 14     |
| Pesi gallo           | Fino a 55 kg   | 17     |
| Pesi piuma           | Fino a 61 kg   | 19     |
| Pesi leggeri         | Fino a 67 kg   | 14     |
| Pesi medi            | Fino a 73 kg   | 12     |
| Pesi massimi leggeri | Fino a 81 kg   | 11     |
| Pesi mediomassimi    | Fino a 89 kg   | 17     |
| Pesi massimi primi   | Fino a 96 kg   | 6      |
| Pesi massimi         | Fino a 102 kg  | 14     |
| Pesi supermassimi    | Oltre i 102 kg | 11     |

Categorie femminili
| Categoria            | Eventi          | Atlete |
| -------------------- | --------------- | ------ |
| Pesi mosca           | Fino a 40 kg    | 7      |
| Pesi gallo           | Fino a 45 kg    | 12     |
| Pesi piuma           | Fino a 49 kg    | 14     |
| Pesi leggeri         | Fino a 55 kg    | 22     |
| Pesi medi            | Fino a 59 kg    | 18     |
| Pesi massimi leggeri | Fino a 64 kg    | 15     |
| Pesi mediomassimi    | Fino a 71 kg    | 15     |
| Pesi massimi primi   | Fino a 76 kg    | 10     |
| Pesi massimi         | Fino a 81 kg    | 11     |
| Pesi supermassimi    | Oltre gli 81 kg | 9      |

## Nazioni partecipanti
Le nazioni che hanno partecipato ai campionati furono 57 per un totale di 268 partecipanti (135 atleti e 133 atlete). Tra parentesi i partecipanti per nazione.
- Albania  (5)
- Arabia Saudita  (7)
- Armenia  (11)
- Australia  (6)
- Austria  (1)
- Azerbaigian  (3)
- Belgio  (2)
- Brasile  (1)
- Bulgaria  (4)
- Canada  (8)
- Cile  (3)
- Colombia  (5)
- Corea del Sud  (5)
- Croazia  (1)
- Ecuador  (3)
- Egitto  (12)
- Estonia  (3)
- Filippine  (5)
- Finlandia  (2)
- Francia  (3)
- Georgia  (6)
- Giappone  (3)
- Grecia  (4)
- India  (13)
- Israele  (1)
- Italia  (5)
- Kazakistan  (11)
- Kirghizistan  (1)
- Kosovo  (3)
- Malta  (1)
- Messico  (1)
- Moldavia  (2)
- Nauru  (6)
- Nuova Zelanda  (2)
- Polonia  (9)
- Porto Rico  (1)
- Qatar  (1)
- Regno Unito  (2)
- Rep. Ceca  (1)
- Romania  (5)
- Slovacchia  (2)
- Slovenia  (1)
- Siria  (3)
- Spagna  (3)
- Sri Lanka  (3)
- Stati Uniti  (17)
- Svezia  (1)
- Taipei cinese  (12)
- Thailandia  (5)
- Tunisia  (4)
- Turchia  (8)
- Turkmenistan  (9)
- Ucraina  (12)
- Ungheria  (4)
- Uzbekistan  (3)
- Venezuela  (5)
- Vietnam  (8)

## Risultati

### Categorie maschili
| Evento  | Oro                 | Oro    | Argento             | Argento | Bronzo             | Bronzo |
| 49 kg   | 49 kg               | 49 kg  | 49 kg               | 49 kg   | 49 kg              | 49 kg  |
| ------- | ------------------- | ------ | ------------------- | ------- | ------------------ | ------ |
| Strappo | Prince Delos Santos | 92 kg  | Dhanush Loganathan  | 88 kg   | Eron Borres        | 87 kg  |
| Slancio | Eron Borres         | 114 kg | Prince Delos Santos | 113 kg  | Dhanush Loganathan | 112 kg |
| Totale  | Prince Delos Santos | 205 kg | Eron Borres         | 201 kg  | Dhanush Loganathan | 200 kg |
| 55 kg   |                     |        |                     |         |                    |        |
| Strappo | K'Dương             | 114 kg | A Tiêu              | 106 kg  | N Tomchou Meetei   | 103 kg |
| Slancio | K'Dương             | 144 kg | N Tomchou Meetei    | 131 kg  | Burak Aykun        | 125 kg |
| Totale  | K'Dương             | 258 kg | N Tomchou Meetei    | 234 kg  | Burak Aykun        | 227 kg |
| 61 kg   |                     |        |                     |         |                    |        |
| Strappo | Perhat Bagtyýarow   | 114 kg | K'Brừm              | 113 kg  | Tinku Golom        | 112 kg |
| Slancio | Albert Delos Santos | 149 kg | Perhat Bagtyýarow   | 144 kg  | K'Brừm             | 142 kg |
| Totale  | Albert Delos Santos | 259 kg | Perhat Bagtyýarow   | 258 kg  | K'Brừm             | 255 kg |
| 67 kg   |                     |        |                     |         |                    |        |
| Strappo | Seryozha Barseghyan | 128 kg | Mohammed Al-Marzouq | 121 kg  | Nurasyl Arapbay    | 120 kg |
| Slancio | Mohammed Al-Marzouq | 149 kg | Ditto Ika           | 149 kg  | Bharali Bedabrate  | 148 kg |
| Totale  | Seryozha Barseghyan | 275 kg | Mohammed Al-Marzouq | 270 kg  | Bharali Bedabrate  | 267 kg |
| 73 kg   |                     |        |                     |         |                    |        |
| Strappo | Yerasyl Saulebekov  | 137 kg | Ravin Almammadov    | 136 kg  | Park Ju-hyeon      | 131 kg |
| Slancio | Yerasyl Saulebekov  | 168 kg | Ravin Almammadov    | 167 kg  | Narek Mkrtchyan    | 158 kg |
| Totale  | Yerasyl Saulebekov  | 305 kg | Ravin Almammadov    | 303 kg  | Park Ju-hyeon      | 289 kg |
| 81 kg   |                     |        |                     |         |                    |        |
| Strappo | Diyorbek Ermatov    | 145 kg | Levan Ochigava      | 143 kg  | Kwon Dae-hee       | 142 kg |
| Slancio | Levan Ochigava      | 179 kg | Kwon Dae-hee        | 174 kg  | Diyorbek Ermatov   | 169 kg |
| Totale  | Levan Ochigava      | 322 kg | Kwon Dae-hee        | 316 kg  | Diyorbek Ermatov   | 314 kg |
| 89 kg   |                     |        |                     |         |                    |        |
| Strappo | Nurdos Sabyr        | 145 kg | Kerem Kurnaz        | 144 kg  | Valerik Movsisyan  | 140 kg |
| Slancio | Kerem Kurnaz        | 183 kg | Nurdos Sabyr        | 176 kg  | Ahmad Shammaa      | 171 kg |
| Totale  | Kerem Kurnaz        | 327 kg | Nurdos Sabyr        | 321 kg  | Valerik Movsisyan  | 306 kg |
| 96 kg   |                     |        |                     |         |                    |        |
| Strappo | Sami Baki Kıymet    | 145 kg | Simone Abati        | 144 kg  | Ashot Margaryan    | 137 kg |
| Slancio | Sami Baki Kıymet    | 180 kg | Simone Abati        | 173 kg  | Ashot Margaryan    | 163 kg |
| Totale  | Sami Baki Kıymet    | 325 kg | Simone Abati        | 317 kg  | Ashot Margaryan    | 300 kg |
| 102 kg  |                     |        |                     |         |                    |        |
| Strappo | Nikita Abdrakhmanov | 164 kg | Saba Adamia         | 137 kg  | Cristian Grijalva  | 137 kg |
| Slancio | Nikita Abdrakhmanov | 205 kg | Saba Adamia         | 168 kg  | So I-jun           | 167 kg |
| Totale  | Nikita Abdrakhmanov | 369 kg | Saba Adamia         | 305 kg  | Marcin Ziółkowski  | 302 kg |
| +102 kg |                     |        |                     |         |                    |        |
| Strappo | Ali Mohammad        | 147 kg | Irakli Vekua        | 141 kg  | Gagik Mkrtchyan    | 139 kg |
| Slancio | Irakli Vekua        | 179 kg | Gagik Mkrtchyan     | 174 kg  | Wang Yu-cheng      | 172 kg |
| Totale  | Irakli Vekua        | 320 kg | Gagik Mkrtchyan     | 313 kg  | Wang Yu-cheng      | 310 kg |

### Categorie femminili
| Evento  | Oro                     | Oro    | Argento             | Argento | Bronzo               | Bronzo |
| 40 kg   | 40 kg                   | 40 kg  | 40 kg               | 40 kg   | 40 kg                | 40 kg  |
| ------- | ----------------------- | ------ | ------------------- | ------- | -------------------- | ------ |
| Strappo | Ivy Buzinhani           | 53 kg  | Jyoshna Sabar       | 53 kg   | Melek Yağmur Şahin   | 53 kg  |
| Slancio | Ivy Buzinhani           | 67 kg  | Melek Yağmur Şahin  | 66 kg   | Basma Gunaidy        | 66 kg  |
| Totale  | Ivy Buzinhani           | 120 kg | Melek Yağmur Şahin  | 119 kg  | Jyoshna Sabar        | 115 kg |
| 45 kg   |                         |        |                     |         |                      |        |
| Strappo | Angeline Colonia        | 72 kg  | Ogulşat Amanowa     | 71 kg   | Akanksha Vyavahare   | 68 kg  |
| Slancio | Ogulşat Amanowa         | 85 kg  | Lawren Estrada      | 84 kg   | Asmita Dhone         | 83 kg  |
| Totale  | Ogulşat Amanowa         | 156 kg | Angeline Colonia    | 155 kg  | Akanksha Vyavahare   | 150 kg |
| 49 kg   |                         |        |                     |         |                      |        |
| Strappo | Pan Hsing-chen          | 73 kg  | Habiba Abdel Fattah | 69 kg   | Nicoleta Cojocaru    | 68 kg  |
| Slancio | Pan Hsing-chen          | 90 kg  | Maria Stratoudaki   | 86 kg   | Alexia Şipoş         | 84 kg  |
| Totale  | Pan Hsing-chen          | 163 kg | Habiba Abdel Fattah | 152 kg  | Maria Stratoudaki    | 152 kg |
| 55 kg   |                         |        |                     |         |                      |        |
| Strappo | Gelen Torres            | 82 kg  | Emily Ibanez        | 79 kg   | Darya Balabayuk      | 78 kg  |
| Slancio | Rosalinda Faustino      | 100 kg | Gelen Torres        | 100 kg  | Emily Ibanez         | 98 kg  |
| Totale  | Gelen Torres            | 182 kg | Rosalinda Faustino  | 178 kg  | Emily Ibanez         | 177 kg |
| 59 kg   |                         |        |                     |         |                      |        |
| Strappo | Medine Amanowa          | 90 kg  | Jessica Palacios    | 88 kg   | Enkileda Carja       | 87 kg  |
| Slancio | Medine Amanowa          | 109 kg | Jessica Palacios    | 107 kg  | Greta De Riso        | 101 kg |
| Totale  | Medine Amanowa          | 199 kg | Jessica Palacios    | 195 kg  | Enkileda Carja       | 187 kg |
| 64 kg   |                         |        |                     |         |                      |        |
| Strappo | Thanaporn Saetia        | 93 kg  | Taissiya Alexeyeva  | 89 kg   | Gülälek Kakamyradowa | 88 kg  |
| Slancio | Thanaporn Saetia        | 113 kg | Taissiya Alexeyeva  | 112 kg  | Íngrid Segura        | 108 kg |
| Totale  | Thanaporn Saetia        | 206 kg | Taissiya Alexeyeva  | 201 kg  | Íngrid Segura        | 194 kg |
| 71 kg   |                         |        |                     |         |                      |        |
| Strappo | Phattharathida Wongsing | 92 kg  | Anna Ylisoini       | 91 kg   | Burcu Gerçekden      | 88 kg  |
| Slancio | Phattharathida Wongsing | 120 kg | Burcu Gerçekden     | 113 kg  | Keily Silva          | 112 kg |
| Totale  | Phattharathida Wongsing | 212 kg | Burcu Gerçekden     | 201 kg  | Keily Silva          | 199 kg |
| 76 kg   |                         |        |                     |         |                      |        |
| Strappo | Ella Nicholson          | 101 kg | Rahma El-Sayed      | 99 kg   | Rinad Hassan         | 91 kg  |
| Slancio | Rahma El-Sayed          | 122 kg | Ella Nicholson      | 121 kg  | Chun Yoo-been        | 116 kg |
| Totale  | Ella Nicholson          | 222 kg | Rahma El-Sayed      | 221 kg  | Anna Amroyan         | 204 kg |
| 81 kg   |                         |        |                     |         |                      |        |
| Strappo | Shams Abdel Azim        | 103 kg | Mariam Murgvliani   | 102 kg  | Emma Poghosyan       | 98 kg  |
| Slancio | Shams Abdel Azim        | 129 kg | Mariam Murgvliani   | 127 kg  | Emma Poghosyan       | 123 kg |
| Totale  | Shams Abdel Azim        | 232 kg | Mariam Murgvliani   | 229 kg  | Emma Poghosyan       | 221 kg |
| +81 kg  |                         |        |                     |         |                      |        |
| Strappo | Tuana Süren             | 104 kg | Trần Thị Hiền       | 96 kg   | Etta Love            | 95 kg  |
| Slancio | Etta Love               | 130 kg | Tuana Süren         | 126 kg  | Trần Thị Hiền        | 124 kg |
| Totale  | Tuana Süren             | 230 kg | Etta Love           | 225 kg  | Trần Thị Hiền        | 220 kg |

## Medagliere

### Grandi (totale)
Riferito al totale dell'esercizio: 24 nazioni sono entrate nel medagliere.
| Posiz. | Nazione        | Oro | Argento | Bronzo | Totale |
| ------ | -------------- | --- | ------- | ------ | ------ |
| 1      | Turchia        | 3   | 2       | 1      | 6      |
| 2      | Filippine      | 2   | 3       | 0      | 5      |
| 3      | Georgia        | 2   | 2       | 0      | 4      |
| 3      | Kazakistan     | 2   | 2       | 0      | 4      |
| 5      | Turkmenistan   | 2   | 1       | 0      | 3      |
| 6      | Thailandia     | 2   | 0       | 0      | 2      |
| 7      | Egitto         | 1   | 2       | 0      | 3      |
| 8      | Armenia        | 1   | 1       | 4      | 6      |
| 9      | Canada         | 1   | 1       | 1      | 3      |
| 10     | Vietnam        | 1   | 0       | 2      | 3      |
| 11     | Taipei cinese  | 1   | 0       | 1      | 2      |
| 11     | Colombia       | 1   | 0       | 1      | 2      |
| 13     | Stati Uniti    | 1   | 0       | 0      | 1      |
| 14     | India          | 0   | 1       | 4      | 5      |
| 15     | Corea del Sud  | 0   | 1       | 1      | 2      |
| 16     | Arabia Saudita | 0   | 1       | 0      | 1      |
| 16     | Azerbaigian    | 0   | 1       | 0      | 1      |
| 16     | Ecuador        | 0   | 1       | 0      | 1      |
| 16     | Italia         | 0   | 1       | 0      | 1      |
| 20     | Albania        | 0   | 0       | 1      | 1      |
| 20     | Grecia         | 0   | 0       | 1      | 1      |
| 20     | Polonia        | 0   | 0       | 1      | 1      |
| 20     | Uzbekistan     | 0   | 0       | 1      | 1      |
| 20     | Venezuela      | 0   | 0       | 1      | 1      |
| Totale | Totale         | 20  | 20      | 20     | 60     |

### Grandi (totale) e Piccole (Strappo e Slancio)
Riferito al totale dell'esercizio e delle due specialità: 30 nazioni sono entrate nel medagliere.
| Posiz. | Nazione        | Oro | Argento | Bronzo | Totale |
| ------ | -------------- | --- | ------- | ------ | ------ |
| 1      | Turchia        | 7   | 6       | 4      | 17     |
| 2      | Kazakistan     | 7   | 5       | 2      | 14     |
| 3      | Filippine      | 7   | 4       | 1      | 12     |
| 4      | Turkmenistan   | 6   | 3       | 1      | 10     |
| 5      | Thailandia     | 6   | 0       | 0      | 6      |
| 6      | Georgia        | 4   | 8       | 0      | 12     |
| 7      | Egitto         | 4   | 4       | 2      | 10     |
| 8      | Canada         | 4   | 2       | 3      | 9      |
| 9      | Vietnam        | 3   | 3       | 4      | 10     |
| 10     | Taipei cinese  | 3   | 0       | 2      | 5      |
| 11     | Armenia        | 2   | 2       | 11     | 15     |
| 12     | Colombia       | 2   | 2       | 2      | 6      |
| 13     | Stati Uniti    | 2   | 1       | 0      | 3      |
| 14     | Arabia Saudita | 1   | 2       | 0      | 3      |
| 15     | Uzbekistan     | 1   | 0       | 2      | 3      |
| 16     | Siria          | 1   | 0       | 1      | 2      |
| 17     | India          | 0   | 4       | 10     | 14     |
| 18     | Italia         | 0   | 3       | 1      | 4      |
| 19     | Azerbaigian    | 0   | 3       | 0      | 3      |
| 19     | Ecuador        | 0   | 3       | 0      | 3      |
| 21     | Corea del Sud  | 0   | 2       | 5      | 7      |
| 22     | Grecia         | 0   | 1       | 1      | 2      |
| 23     | Finlandia      | 0   | 1       | 0      | 1      |
| 23     | Nauru          | 0   | 1       | 0      | 1      |
| 25     | Albania        | 0   | 0       | 2      | 2      |
| 25     | Venezuela      | 0   | 0       | 2      | 2      |
| 27     | Messico        | 0   | 0       | 1      | 1      |
| 27     | Moldavia       | 0   | 0       | 1      | 1      |
| 27     | Polonia        | 0   | 0       | 1      | 1      |
| 27     | Romania        | 0   | 0       | 1      | 1      |
| Totale | Totale         | 60  | 60      | 60     | 180    |

## Classifica a squadre

### Categorie maschili
| Pos. | Squadra        | Punti |
| ---- | -------------- | ----- |
| 1    | Armenia        | 536   |
| 2    | India          | 393   |
| 3    | Kazakistan     | 369   |
| 4    | Stati Uniti    | 355   |
| 5    | Georgia        | 352   |
| 6    | Vietnam        | 338   |
| 7    | Polonia        | 326   |
| 8    | Arabia Saudita | 320   |
| 9    | Ucraina        | 301   |
| 10   | Taipei cinese  | 287   |
| 11   | Filippine      | 234   |
| 12   | Turchia        | 233   |
| 13   | Bulgaria       | 227   |
| 14   | Turkmenistan   | 224   |
| 15   | Corea del Sud  | 203   |
| 16   | Siria          | 195   |
| 17   | Ungheria       | 188   |
| 18   | Azerbaigian    | 180   |
| 19   | Italia         | 179   |
| 20   | Thailandia     | 154   |
| 21   | Uzbekistan     | 135   |
| 22   | Albania        | 133   |
| 23   | Canada         | 116   |
| 24   | Romania        | 113   |
| 25   | Nauru          | 99    |
| 26   | Egitto         | 93    |
| 27   | Australia      | 88    |
| 28   | Estonia        | 82    |
| 29   | Giappone       | 80    |
| 30   | Tunisia        | 77    |
| 31   | Grecia         | 71    |
| 32   | Messico        | 65    |
| 33   | Israele        | 65    |
| 34   | Kirghizistan   | 60    |
| 35   | Moldavia       | 59    |
| 36   | Colombia       | 51    |
| 37   | Cile           | 50    |
| 38   | Austria        | 48    |
| 39   | Regno Unito    | 48    |
| 40   | Slovacchia     | 48    |
| 41   | Spagna         | 44    |
| 42   | Qatar          | 44    |
| 43   | Slovenia       | 42    |
| 44   | Sri Lanka      | 40    |
| 45   | Kosovo         | 10    |

### Categorie femminili
| Pos. | Squadra       | Punti |
| ---- | ------------- | ----- |
| 1    | Egitto        | 591   |
| 2    | Stati Uniti   | 418   |
| 3    | India         | 413   |
| 4    | Canada        | 383   |
| 5    | Kazakistan    | 376   |
| 6    | Taipei cinese | 351   |
| 7    | Turkmenistan  | 312   |
| 8    | Turchia       | 312   |
| 9    | Ucraina       | 302   |
| 10   | Colombia      | 271   |
| 11   | Venezuela     | 270   |
| 12   | Armenia       | 190   |
| 13   | Ecuador       | 186   |
| 14   | Romania       | 175   |
| 15   | Thailandia    | 168   |
| 16   | Nauru         | 162   |
| 17   | Vietnam       | 161   |
| 18   | Francia       | 154   |
| 19   | Filippine     | 150   |
| 20   | Australia     | 149   |
| 21   | Polonia       | 143   |
| 22   | Tunisia       | 119   |
| 23   | Italia        | 117   |
| 24   | Nuova Zelanda | 114   |
| 25   | Corea del Sud | 107   |
| 26   | Grecia        | 105   |
| 27   | Spagna        | 97    |
| 28   | Finlandia     | 85    |
| 29   | Georgia       | 75    |
| 30   | Cile          | 72    |
| 31   | Albania       | 67    |
| 32   | Moldavia      | 67    |
| 33   | Belgio        | 67    |
| 34   | Uzbekistan    | 62    |
| 35   | Rep. Ceca     | 50    |
| 36   | Brasile       | 47    |
| 37   | Regno Unito   | 45    |
| 38   | Malta         | 44    |
| 39   | Giappone      | 44    |
| 40   | Croazia       | 35    |
| 41   | Slovacchia    | 31    |
| 42   | Sri Lanka     | 27    |
| 43   | Porto Rico    | 11    |